# جويل فنسنت
جويل فنسنت (بالفرنسية: Joël Vincent)‏ هو منافس ألعاب قوى فرنسي، ولد في 19 يناير 1969 في شولشر ‏ في فرنسا.

## وصلات خارجية
- جويل فنسنت على موقع الاتحاد الدولي لألعاب القوى (الإنجليزية)
- جويل فنسنت على موقع الاتحاد الفرنسي لألعاب القوى (الفرنسية)